# Klaus-Dieter Kühnrich
Klaus-Dieter Kühnrich (* 10. August 1944 in Chemnitz) ist ein deutscher Ingenieur und Politiker (DDR-CDU, ab 1990 CDU). Von 1990 bis 1999 war er Abgeordneter des Sächsischen Landtages.

## Leben
Klaus-Dieter Kühnrich besuchte die Grund- und Mittelschule in Chemnitz beziehungsweise Karl-Marx-Stadt. Danach absolvierte er eine Berufsausbildung mit Abitur. Von 1963 bis 1968 folgte ein Studium in der Fachrichtung Angewandte Mechanik an der ingenieur-wissenschaftlichen Fakultät der TH Karl-Marx-Stadt, das er als Diplom-Ingenieur abschloss. Zwischen 1970 und 1990 war Kühnrich Mitarbeiter der Forschung und Entwicklung im Forschungszentrum des Werkzeugmaschinenbaus Karl-Marx-Stadt sowie Informatiker und Berechnungsingenieur für Festigkeitsberechnungen im Werkzeugmaschinenbau.
Von 1972 bis 1990 war Kühnrich Angehöriger eines Sanitätszuges der Territorialen Einsatzkräfte der Zivilverteidigung (Katastrophenschutz). Außerdem war er von 2001 bis 2005 Mitglied des Kuratoriums beziehungsweise seit 2001 Mitglied des Vereins des Institutes für Mechatronik e. V. der Technischen Universität Chemnitz.
Kühnrich ist evangelisch, verheiratet und hat drei Kinder. Er lebt in Niederwiesa.

## Politik
Klaus-Dieter Kühnrich trat 1981 in die Blockpartei CDU ein. Von 1984 bis 1990 war er CDU-Abgeordneter der Stadtbezirksversammlung Karl-Marx-Stadt/West. Außerdem engagierte sich Kühnrich in Ständigen Kommissionen für Örtliche Versorgungswirtschaft und Umweltschutz. In den Jahren 1989 und 1990 war er Sprecher der CDU-Fraktion und Vorsitzender der Zeitweiligen Kommission für Strukturveränderungen in der Kommunalverwaltung. Von August 1990 bis 1991 war er Beigeordneter und Dezernent für Recht und Sicherheit im Landkreis Chemnitz.
Im Oktober 1990 wurde Kühnrich über den Wahlkreis 61 (Chemnitz III) in den Sächsischen Landtag gewählt, dem er für zwei Wahlperioden bis 1999 angehörte. In der 2. Wahlperiode vertrat er den Wahlkreis 15 (Chemnitz 4). Im Landtag war er in beiden Wahlperioden im Verfassungs- und Rechtsausschuss, in der 1. Wahlperiode im Innenausschuss und im Ausschuss für Bundes- und Europaangelegenheiten und in der 2. Wahlperiode als Vorsitzender des Europaausschusses tätig.